# Ringo (personaje)
Ringo es un personaje recurrente en películas del subgénero Spaghetti western, aunque normalmente se utiliza para referirse al personaje interpretado por Giuliano Gemma (acreditado como Montgomery Wood)  en las películas Una pistola para Ringo y El retorno de Ringo.

## Antecedentes
En películas anteriores a las protagonizadas por Gemma ya aparecen algunos personajes secundarios llamados Ringo, concretamente en La diligencia (1939) siendo aquí el protagonista  y en Antes llega la muerte (1964), encarnados por John Wayne y Claudio Undari, respectivamente.

## Una pistola para Ringo
Inspirados por el éxito de Pistoleros de Arizona, se decide rodar Una pistola para Ringo, protagonizada por Giuliano Gemma y dirigida por Duccio Tessari. La película resultó un éxito de taquilla y, ese mismo año, se rodó la secuela oficial El retorno de Ringo, aunque en esta ocasión al protagonista se le conoce como Brown. Ello, da cuenta a todas luces de que ambos roles protagonistas no son el mismo personaje, y esta secuela oficial es más bien una reinvención del mítico pistolero, aprovechando por cierto el éxito de la película anterior y la creciente popularidad de su protagonista, Giuliano Gemma quien quedaría por siempre como el rostro oficial del personaje. En Una pistola para Ringo, Ringo es un pistolero solitario, irónico, mercenario y oportunista, con constantes problemas con la ley, y que se toma todo a la ligera con una ironía que hasta ese entonces era aún inaudita en el género que ya comenzaba a coquetear con la comedia. De hecho, el personaje luce limpio, impecable, bello, sonriente (le apodan Cara de Ángel Faccia d'angelo), acrobático, gracioso y pícaro; una verdadera antípoda del antihéroe del western europeo. Pero su personalidad articulada y chispeante oculta en realidad una violencia letal que permite presumir que toda aquella pulcritud y simpatía a flor de piel es sólo una máscara, una coraza que oculta a un sujeto peligroso, erigiendo a este Ringo como uno de los personajes más solapadamente complejos y ambiguos de todo el Spaghetti Western o mejor dicho Western all¨italiana. Por su parte, en El retorno de Ringo, tenemos como protagonista a un excombatiente de la Guerra Civil dado por muerto que regresa al pueblo a reencontrarse con su familia. Todo es tan poético, trágico y etéreo, que no pocos especialistas han insinuado que la película juega durante todo su planteamiento con la posibilidad de que este Ringo que regresa desde la guerra en realidad está muerto y es una presencia sobrenatural que viene a restablecer el orden en el pueblo. Interesante lectura, de la innegable connotación sobrenatural que por momentos rodea al personaje, pero que debe ser desechada de acuerdo al final feliz de la película. En realidad, para esta secuela repitieron elenco y equipo artístico y técnico, en lo que es más bien un "Retorno de Giuliano Gemma" quien ya en aquel entonces era sinónimo de Ringo.

## Influencia
Posteriormente se rodaron multitud de películas en las que aparecen personajes llamados Ringo. En otras ocasiones, películas sin ninguna relación con Ringo fueron renombradas en sus versiones internacionales con el nombre del personaje por razones comerciales como Dos hombres van a morir (Ringo, il cavaliere solitario) o Dos pistolas gemelas (Una donna per Ringo).
Adicionalmente, de manera muy oportunista, algunas películas wéstern protagonizadas por Giuliano Gemma se distribuyeron con títulos tales como Ringo no perdona para referirse a 'El hombre del sur (Per pochi dollari ancora) (de Giorgio Ferroni), Dios los cría y Ringo los mata para referirse a Vivos o preferiblemente muertos (Vivi o, preferibilmente morti) (de Duccio Tessari), y Faccia d'angelo para referirse a Los largos días de la venganza (I Lunghi giorni della Vendetta) (de Florestano Vancini); tres películas en las que Ringo no tenía nada que ver salvo el protagonismo de Giuliano Gemma.
En la película de culto de 1994, Pulp Fiction se menciona en el desenlace en reiteradas ocasiones a Ringo en lo que se ha entendido como una clara alusión al personaje del Spaghetti Western y no a las anteriores apariciones cinematográficas del nombre.